# Templo de Artemisa Leucofriene
El Templo de Artemisa Leucofriene fue un antiguo templo griego dedicado a Artemisa Leucofriene en la ciudad de Magnesia del Meandro, en Asia Menor, Turquía. Era el principal lugar de culto de la ciudad.

## Historia
El templo de Artemisa Leucofriene fue construido en el período helenístico. Sin embargo, los eruditos no se ponen de acuerdo sobre la fecha exacta, con varias fechas que oscilan entre el 221 y el 130 a. C. No obstante, sustituyó a un predecesor anterior de la época arcaica, que se ubicó a principios del periodo clásico durante el mandato de Temístocles. Según Vitruvio, el arquitecto del templo helenístico fue Hermógenes de Priene. Fue elogiado por su belleza y armonía.
El epíteto Leucofriene (‘cejas blancas’) del templo de Artemisa tiene su origen en una ciudad llamada Leucofris, que antaño estaba situada en el emplazamiento de Magnesia del Meandro. En la mitología griega, su nombre estaba relacionado con la doncella Leucofriene, que traicionó a su patria cuando los colonos griegos de Magnesia  llegaron para colonizar la zona. Se cree que fue enterrada en el emplazamiento del templo.
El culto del templo estaba vinculado a las fiestas de Leucofrienas dedicadas a Artemisa en la ciudad.

## Descripción
Estaba situado en la llanura al este del ágora y sus ruinas se encuentran cerca de la actual autopista. El edificio era de estilo jónico y era un templo pseudodíptero. Estaba construido sobre un alto podio de nueve niveles, de unos 41 × 67,5 metros. La perístasis tenía 15 columnas en los lados largos y 8 columnas en los lados cortos.

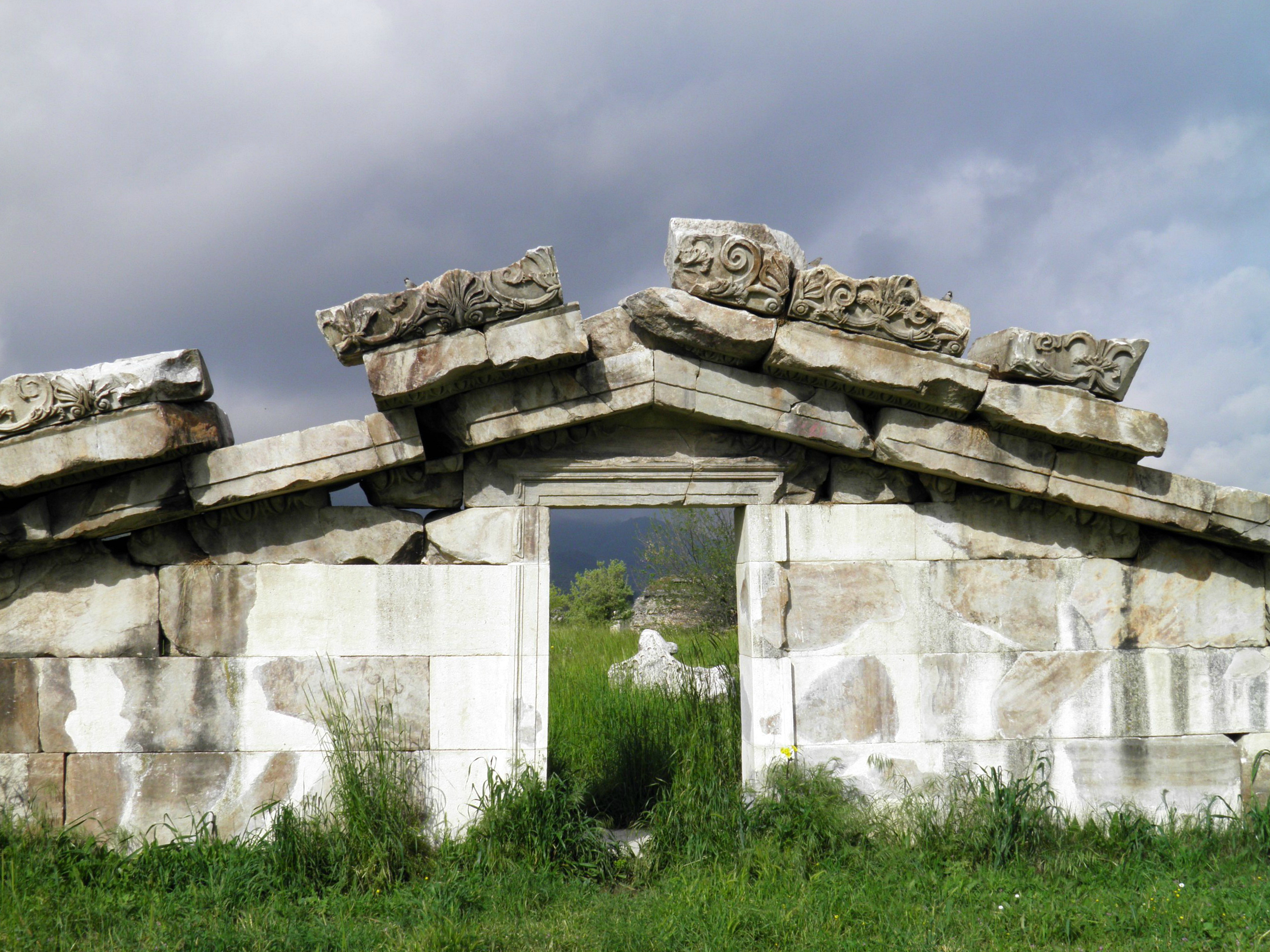
Frontón del templo.

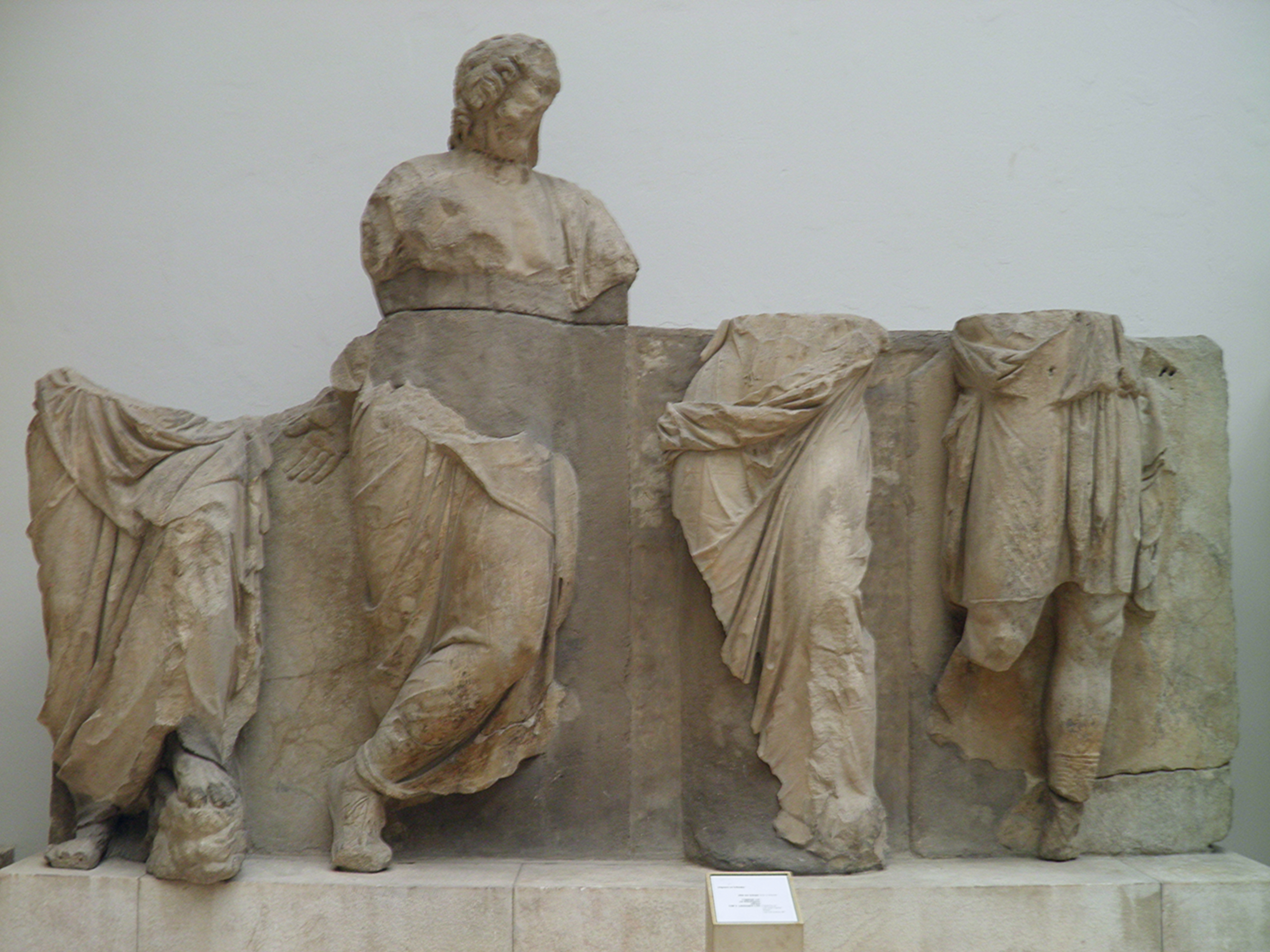
Fragmento de un relieve del altar del templo. Museo de Pérgamo.

En su interior se encontraban los habituales pronaos, naos y opistodomos. El pronaos era excepcionalmente profundo y del mismo tamaño que el naos. El opistodomos también era excepcionalmente profundo. El interior del templo tenía un número inusualmente elevado de columnas: el pronaos tenía dos columnas delante (dístilo in antis) y dos dentro. En el interior del naos había seis columnas, y dos delante del opistodomos.
Se construyó con una orientación este-este/oeste-suroeste. Excepcionalmente, su entrada principal y el altar estaban en el lado oeste, como en el Templo de Artemisa de Éfeso entre otros. La entrada principal, en el extremo occidental, daba al monte Tórax. Estaba rodeado por una amplia zona de témenos, que acentuaba la orientación del templo y se desviaba de la orientación del plano cuadriculado de la ciudad, donde las calles principales discurrían de este a oeste. En época romana, se construyó un propileo (entrada monumental) que conectaba la zona del santuario con el ágora, al oeste.
Los 43 paneles del friso, que representaban amazonomaquias, se encuentran actualmente en el Museo del Louvre de París y en el Museo Arqueológico de Estambul. Los ornamentos del acroterio del templo y los frisos del pronaos y del opistodomos se encuentran en el Museo de Pérgamo de Berlín. En 2018 se descubrieron seis estatuas durante las excavaciones del templo.
El templo anterior de la época arcaica era presumiblemente hexástilo y también era de estilo jónico. Estaba hecho de piedra caliza local.